# Lech
Pour les articles homonymes, voir Lech (homonymie).
Le Lech est une rivière d'Autriche et d'Allemagne et un affluent en rive droite du Danube.

## Géographie
Il prend sa source dans le Formarinsee, un lac d'altitude situé à plus de 2 000 mètres près de la station de sports d'hiver de Lech am Arlberg, dans le Vorarlberg, en Autriche. Il s'écoule alors dans une direction nord-nord-est, alimenté par plusieurs lacs, dont le Plansee, le Weissen-See, l'Hopfen-See et le Bannwaldsee.
Il franchit la frontière allemande lors d'une chute d'une douzaine de mètres de hauteur et entre ensuite dans une gorge étroite (la Lechschlucht). Quittant les Alpes, il entre dans les plaines d'Allgäu à Füssen, à 787 mètres d'altitude, dans le land de Bavière où il constituait la frontière historique avec la Souabe puis passe le Forggensee, un lac artificiel destiné à drainer les fontes de neige. Il y forme des rapides et une chute. La rivière coule ensuite plus loin vers le nord à travers la région de Lechrain et traverse les villes de Schongau, Augsbourg (où elle reçoit la Wertach) et Rain avant de rejoindre le Danube en aval de Donauwörth à 392 mètres d'altitude.

## Principaux affluents
- En rive gauche : 
  - Wertach
  - Vils
- En rive droite : 
  - Rotlech (de)
  - Archbach
  - Halblech

## Aménagements
Le Lech n'est pas navigable à cause de son régime torrentiel et de ses bancs de graviers.
L'administration napoléonienne avait appelé l'un des cercles (Kreis) créés en 1808, du nom de la rivière traversant cette division administrative : le Lech Kreis.

## Eau de source
Puisée dans le Lech, et plus particulièrement à partir de la source du Schwarzbach en Allemagne, la Lecher Quellwasser est une eau minérale faisant partie du patrimoine gastronomique de Lech am Arlberg.

## Frontière linguistique
Le Lech a formé pendant la période des grandes migrations et au début du Moyen Âge la frontière entre la zone tribale alémanique à l'ouest et les dialectes bavarois à l'est et marque encore de nos jours la frontière entre les dialectes bavarois et souabe. Le Lech reflétait également la frontière entre l'ancienne Bavière et la Souabe. Cela se voit également aux terminaisons des noms des localités -ing (bavaroise) et -ingen (souabe), même si le dialecte souabe, au sud de Landsberg am Lech, s'étend par delà le Lech jusqu'à Ammersee.

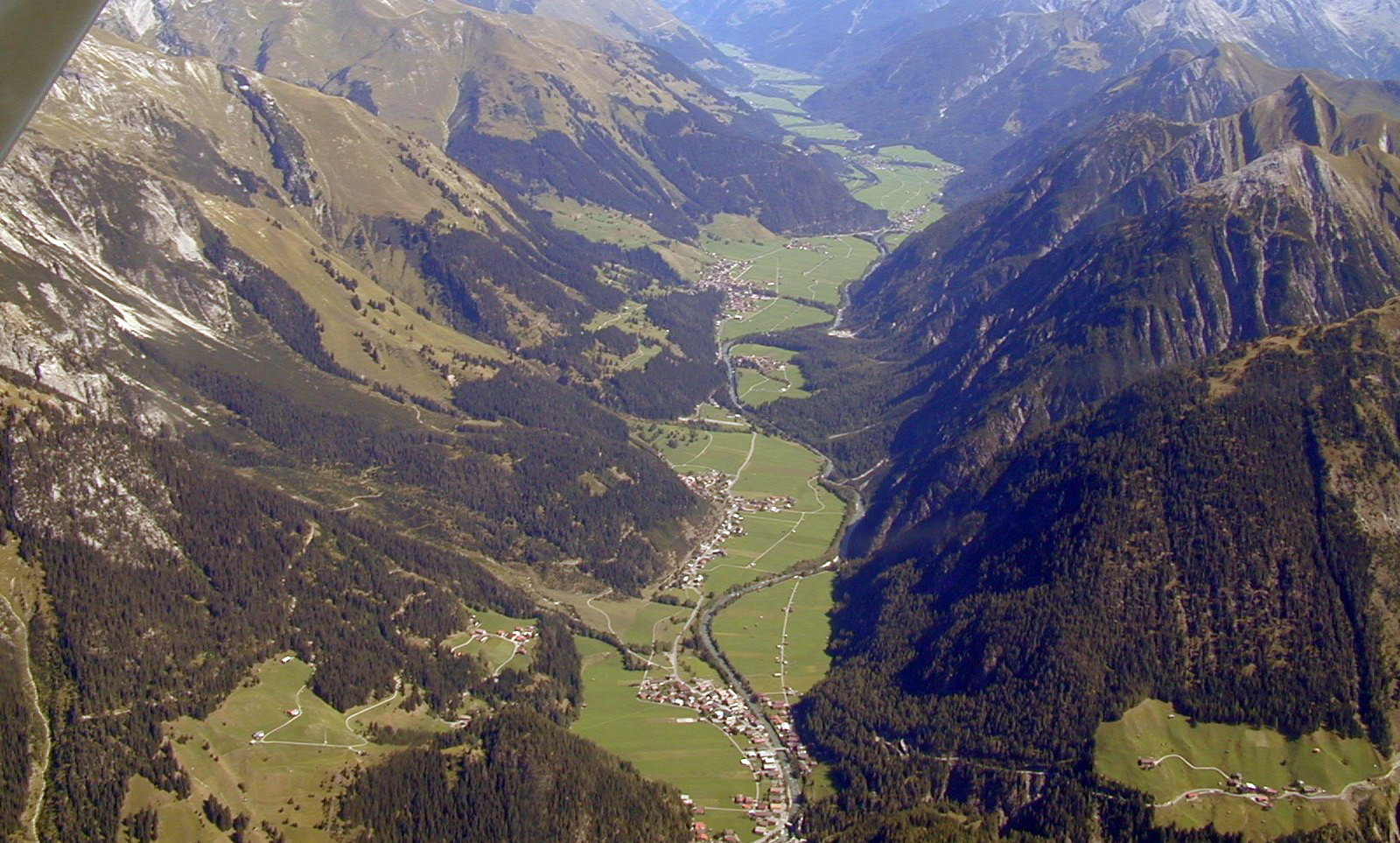
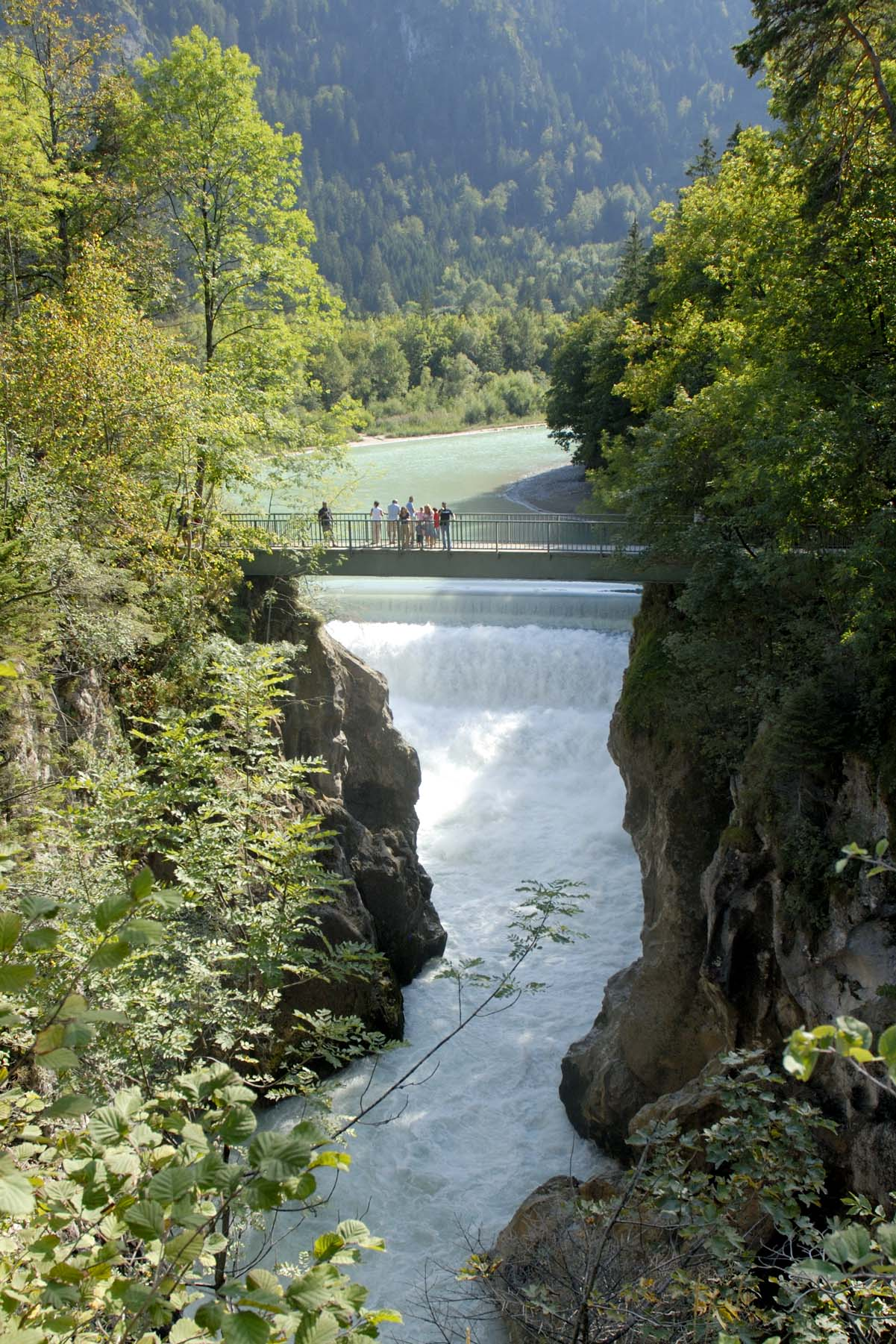
Lechfall.
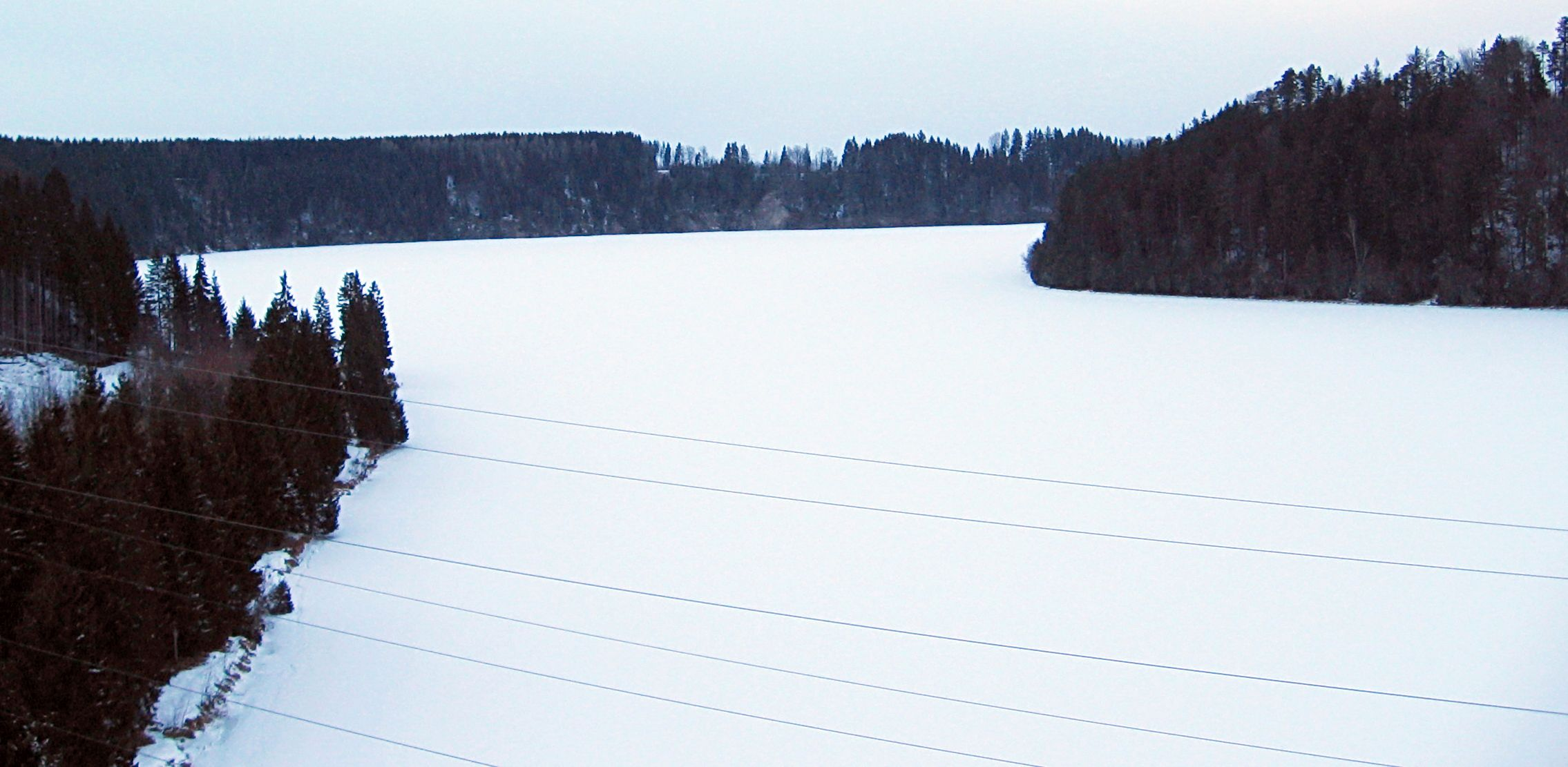
Près de Schongau, février 2006.
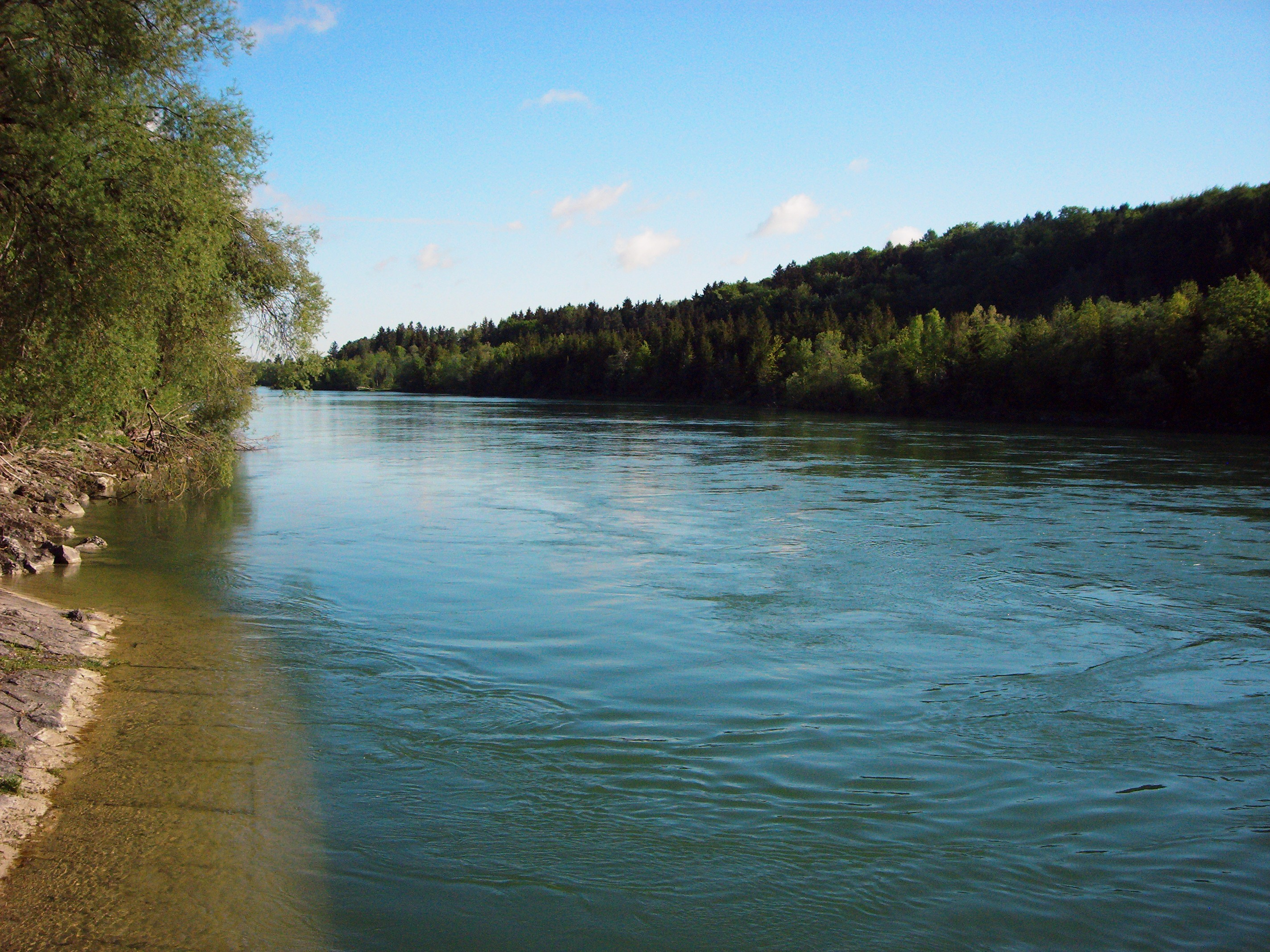